# Élections régionales de 2005 en Schleswig-Holstein
Les élections régionales de 2005 en Schleswig-Holstein (en allemand : Landtagswahl im Schleswig-Holstein 2005) se tiennent le 20 février 2005, afin d'élire les 69 députés de la 16e législature du Landtag, pour un mandat de cinq ans.

## Contexte
Aux élections régionales du 27 février 2000, le Parti social-démocrate d'Allemagne (SPD), au pouvoir depuis 1998 et emmené par la ministre-présidente Heide Simonis, confirme sa position de premier parti du Land avec plus de 43 % des suffrages exprimés.
Elle devance alors de huit points l'Union chrétienne-démocrate d'Allemagne (CDU) de l'ancien ministre fédéral de la Défense, Volker Rühe, qui se contente de 35 % des voix.
Disposant seulement d'une majorité relative, Simonis assure son maintien au pouvoir en reconduisant la « coalition rouge-verte », formée en 1996 avec l'Alliance 90 / Les Verts (Grünen).

## Mode de scrutin
Le Landtag est constitué de 69 députés (en allemand : Mitglied des Landtags, MdL), élus pour une législature de cinq ans au suffrage universel direct et suivant le scrutin proportionnel d'Hondt.
Chaque électeur dispose de deux voix : la première lui permet de voter pour un candidat de sa circonscription, selon les modalités du scrutin uninominal majoritaire à un tour, le Land comptant un total de 40 circonscriptions ; la seconde voix lui permet de voter en faveur d'une liste de candidats présentée par un parti au niveau du Land.
Lors du dépouillement, l'intégralité des 69 sièges est répartie en fonction des secondes voix récoltées, à condition qu'un parti ait remporté 5 % des voix au niveau du Land (sauf le parti représentant la minorité danoise). Si un parti a remporté des mandats au scrutin uninominal, ses sièges sont d'abord pourvus par ceux-ci.
Dans le cas où un parti obtient plus de mandats au scrutin uninominal que la proportionnelle ne lui en attribue, la taille du Landtag est augmentée jusqu'à rétablir la proportionnalité.

## Campagne

### Principaux partis
| Parti | Parti                                                                              | Chef de file                              | Résultat en 2000           |
| ----- | ---------------------------------------------------------------------------------- | ----------------------------------------- | -------------------------- |
|       | Parti social-démocrate d'Allemagne Sozialdemokratische Partei Deutschlands         | Heide Simonis (Ministre-présidente)       | 43,1 % des voix 41 députés |
|       | Union chrétienne-démocrate d'Allemagne Christlich Demokratische Union Deutschlands | Peter Harry Carstensen                    | 35,2 % des voix 33 députés |
|       | Parti libéral-démocrate Freie Demokratische Partei                                 | Wolfgang Kubicki                          | 7,6 % des voix 7 députés   |
|       | Alliance 90 / Les Verts Bündnis 90/Die Grünen                                      | Annemarie Lütkes (Ministre de la Justice) | 8,1 % des voix 6 députés   |
|       | Fédération des électeurs du Schleswig du Sud Südschleswigscher Wählerverband       | Anke Spoorendonk                          | 4,1 % des voix 3 députés   |

### Sondages
| Institut            | Date       | CDU    | SPD    | Verts  | FDP   | SSW   |
| ------------------- | ---------- | ------ | ------ | ------ | ----- | ----- |
| Institut            | Date       |        |        |        |       |       |
| Forsa               | 16.02.2005 | 37,0 % | 40,0 % | 6,0 %  | 7,0 % | 4,0 % |
| FgW                 | 11.02.2005 | 37,0 % | 40,0 % | 7,0 %  | 7,0 % | 4,0 % |
| Infratest           | 10.02.2005 | 36,0 % | 41,0 % | 7,5 %  | 7,0 % | 3,0 % |
| Forsa               | 08.02.2005 | 37,0 % | 40,0 % | 7,0 %  | 7,0 % | 3,0 % |
| Infratest           | 21.01.2005 | 37,0 % | 40,0 % | 8,0 %  | 7,0 % | 3,0 % |
| Forsa               | 23.12.2004 | 37,0 % | 39,0 % | 7,0 %  | 7,0 % | 4,0 % |
| Infratest           | 15.12.2004 | 39,0 % | 38,0 % | 8,0 %  | 7,0 % | 3,0 % |
| Infratest           | 05.11.2004 | 39,0 % | 38,0 % | 10,0 % | 6,0 % | 3,0 % |
| Infratest           | 26.08.2004 | 42,0 % | 31,0 % | 11,0 % | 7,0 % | 4,0 % |
| Forsa               | 22.08.2004 | 40,0 % | 32,0 % | 9,0 %  | 8,0 % | 5,0 % |
| Dernières élections | 27.02.2000 | 35,2 % | 43,1 % | 6,2 %  | 7,6 % | 4,1 % |

## Résultats

### Voix et sièges
|                                   | Union chrétienne-démocrate d'Allemagne (CDU)       | Union chrétienne-démocrate d'Allemagne (CDU)       | 614 028   | 43,44 | 25        | 21            | 576 095   | 40,15 | 5  | 30 | 3             |  |  |  |
|                                   | Parti social-démocrate d'Allemagne (SPD)           | Parti social-démocrate d'Allemagne (SPD)           | 690 007   | 41,12 | 15        | 26            | 554 879   | 38,67 | 14 | 29 | 12            |  |  |  |
|                                   | Parti libéral-démocrate (FDP)                      | Parti libéral-démocrate (FDP)                      | 87 922    | 6,22  | 0         | en stagnation | 94 935    | 6,62  | 4  | 4  | 3             |  |  |  |
|                                   | Alliance 90 / Les Verts (Grünen)                   | Alliance 90 / Les Verts (Grünen)                   | 63 277    | 5,44  | 0         | en stagnation | 89 387    | 6,23  | 4  | 4  | 1             |  |  |  |
|                                   | Fédération des électeurs du Schleswig du Sud (SSW) | Fédération des électeurs du Schleswig du Sud (SSW) | 37 246    | 2,64  | 0         | en stagnation | 60 367    | 3,62  | 2  | 2  | 1             |  |  |  |
|                                   | Parti national-démocrate d'Allemagne (NPD)         | Parti national-démocrate d'Allemagne (NPD)         | 4 486     | 0,32  | 0         | en stagnation | 27 676    | 1,93  | 0  | 0  | en stagnation |  |  |  |
|                                   | Parti des familles d'Allemagne (FAMILIE)           | Parti des familles d'Allemagne (FAMILIE)           | 0         | 0,00  | 0         | Nv.           | 11 802    | 0,82  | 0  | 0  | Nv.           |  |  |  |
|                                   | Parti du socialisme démocratique (PDS)             | Parti du socialisme démocratique (PDS)             | 6 826     | 0,48  | 0         | en stagnation | 11 392    | 0,79  | 0  | 0  | en stagnation |  |  |  |
|                                   | Autres                                             | Autres                                             | 4 880     | 0,35  | 0         | en stagnation | 16 719    | 1,17  | 0  | 0  | en stagnation |  |  |  |
|                                   |                                                    |                                                    |           |       |           |               |           |       |    |    |               |  |  |  |
| Votes valides                     | Votes valides                                      | Votes valides                                      | 1 413 461 | 97,14 |           |               | 1 434 805 | 98,61 |    |    |               |  |  |  |
| Votes blancs et nuls              | Votes blancs et nuls                               | Votes blancs et nuls                               | 41 633    | 2,86  | 20 289    | 1,37          |           |       |    |    |               |  |  |  |
| Total                             | Total                                              | Total                                              | 1 455 094 | 100   | 40        | 5             | 1 455 094 | 100   | 29 | 69 | 20            |  |  |  |
| Abstentions                       | Abstentions                                        | Abstentions                                        | 731 526   | 33,45 |           |               | 731 526   | 33,45 |    |    |               |  |  |  |
| Nombre d'inscrits / participation | Nombre d'inscrits / participation                  | Nombre d'inscrits / participation                  | 2 186 620 | 66,55 | 2 186 620 | 66,55         |           |       |    |    |               |  |  |  |

### Analyse
Contrairement à ce qu'indiquaient les sondages, la CDU du député fédéral Peter Harry Carstensen arrive de justesse en tête et retrouve son statut de premier parti du Land, perdu en 1987. Juste derrière, le SPD parvient à résister plutôt bien dans un contexte fédéral de grande impopularité due à l'agenda 2010 du chancelier fédéral Gerhard Schröder, enregistrant des pertes sensiblement équivalentes aux gains des chrétiens-démocrates.
Les autres formations restent globalement stables, la division par deux du groupe parlementaire du FDP étant la résultante de la diminution du nombre total de députés, approuvée en 2003.

### Conséquences
Simonis annonce son intention de se maintenir au pouvoir en formant une coalition rouge-verte minoritaire soutenu par la SSW. Une telle alliance bénéficie de 35 députés, soit l'exacte majorité absolue. Lors du vote d'investiture d'investiture le 17 mars, elle et Carstensen remportent chacun 34 suffrages favorables aux quatre tours de scrutin. Elle renonce alors à exercer un quatrième mandat. La CDU et le SPD ouvre ainsi des négociations qui aboutissent à la formation d'une « grande coalition ». Le 27 avril, Peter Harry Carstensen est investi ministre-président du Schleswig-Holstein par 54 suffrages en sa faveur, soit cinq de moins que le total de sa majorité.